# Замок Ограда
Охотничий замок Ограда (чеш. Lovecký zámek Ohrada) — охотничий замок в стиле барокко, расположенный в двух километрах от южночешского города Глубока-над-Влтавой, построенный в начале XVIII века. Замок стоит на берегу Муницкого пруда вблизи зоологического сада Ограда.
В 2001 году объявлен национальным памятником культуры Чешской Республики. В замке располагается музей лесоводства, охоты и рыболовства — один из старейших музеев Чехии.

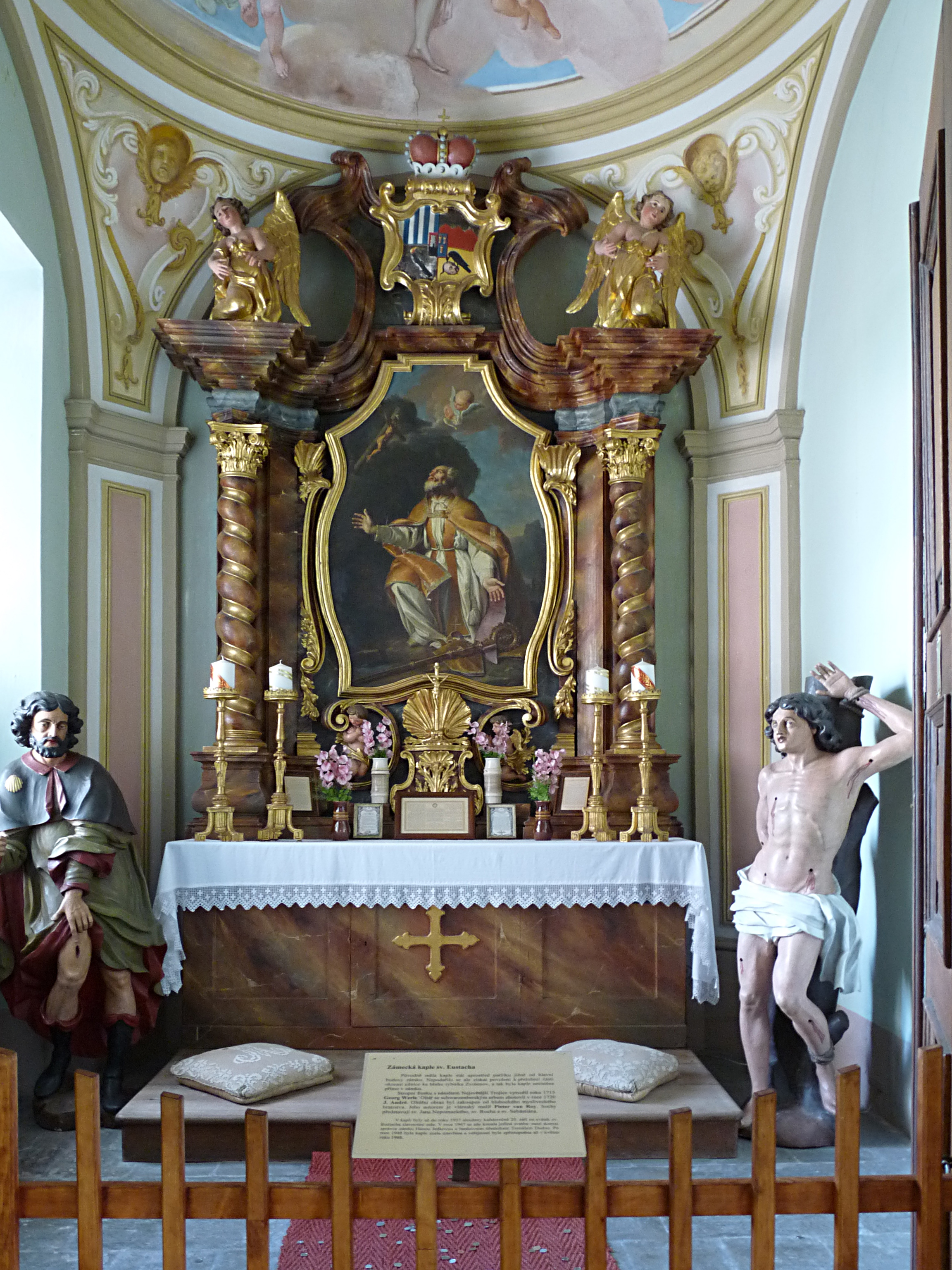
Алтарь Святого Губерта в капелле Святого Евстахия.

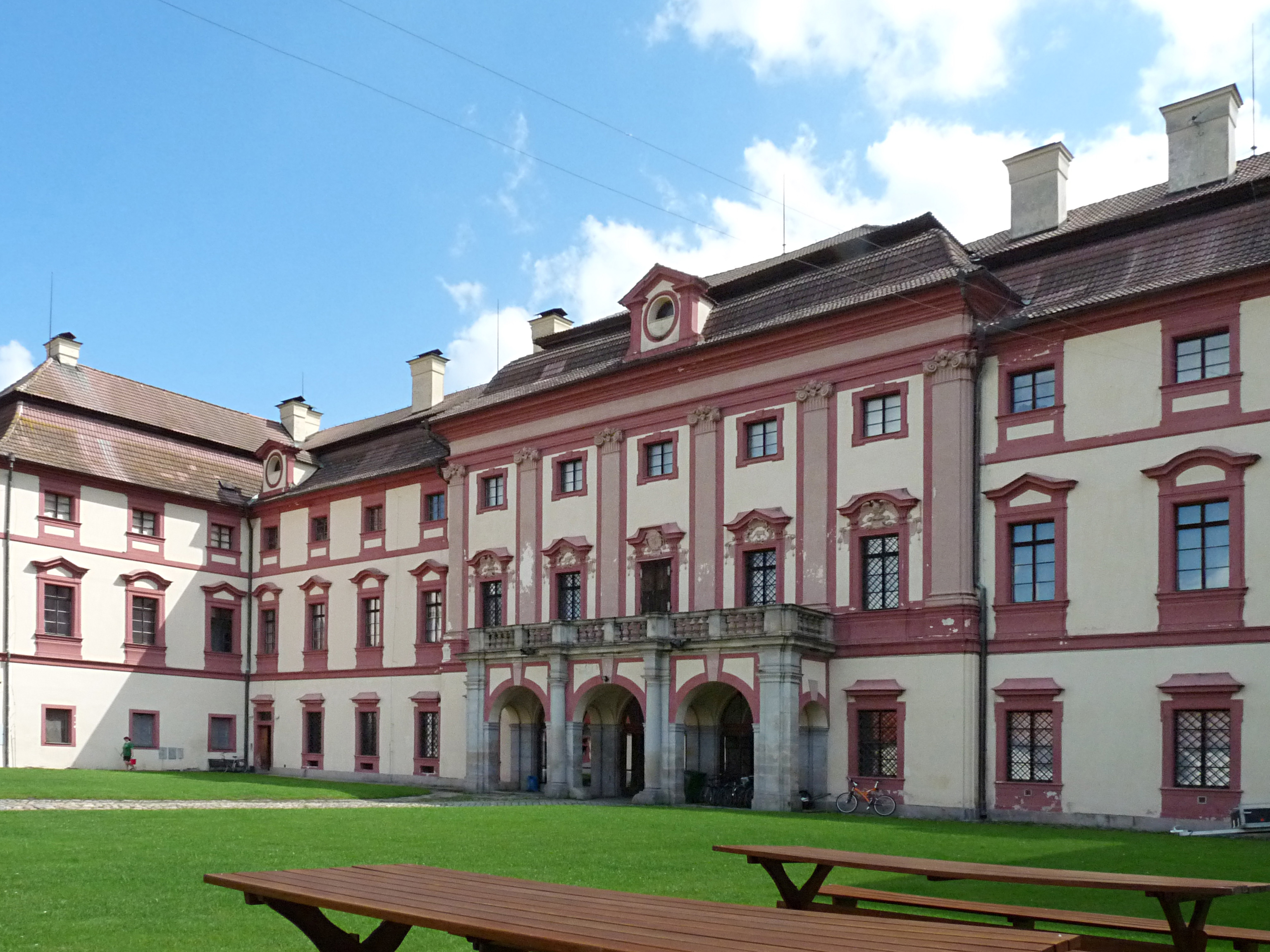
Внутренний двор замка.

Охотничий замок Ограда был построен в 1708—1713 годах по указанию князя Адама Франца цу Шварценберга, будущего герцога Крумловского, между Муницким и Зволеновским прудами по проекту пражского архитектора Павла Игнаца Байера. Главной целью возведения замка была организация регулярной парфорсной охоты и проведение охотничьих торжеств вблизи резиденции Шварценбергов.
Первым делом в западной части территории замка был сооружён арсенал, затем были построены южное и северное крыла замка, в которых были размещены конюшни и псарни. После этого было возведено главное здание замка с Охотничьим залом и капеллой Святого Евстахия, покровителя охотников, на первом этаже. Потолок капеллы с изображением Святой Троицы был расписан венским художником Георгом Верле в 1715 году. Им же был оформлен алтарь Святого Губерта, ещё одного небесного патрона охотников. Работу по оформлению алтаря в 1720 году окончил Й. Андре, изобразивший над ним герб Шварценбергов. Автором алтарного образа является фламандский художник Питер ван Рой.
Для устройства интерьера замка князь Адам Франц пригласил лучших мастеров своего времени: штукатурку укладывал Франц Кароббио, камины построил Ольдржих Манес. Георг Верле расписал потолок фресками, изображавшими сцены с участием греческой богини охоты Артемиды. Замковый зал был украшен большими картинами, написанными масляными красками (в настоящее время картины хранятся в Австрии), работы шотландского художника Джона Дж. Гамильтона (1672—1737), бывшего в 1709—1718 годах придворным художником Шварценбергов.
В 1842 году князь Иоганн Адольф II цу Шварценберг создал на территории замка первый музей охоты, собрав в нём впечатляющую коллекцию охотничьих трофеев, оружия и чучел животных. В дальнейшем в здании замка, помимо музея, размещались управление лесами, военные госпитали, а в начале Первой мировой войны замок был занят германскими военными властями.
После окончания войны замок был национализирован правительством Чехословакии. В 1986—1990 годах была проведена масштабная реставрация замка.